# Begreppsruna

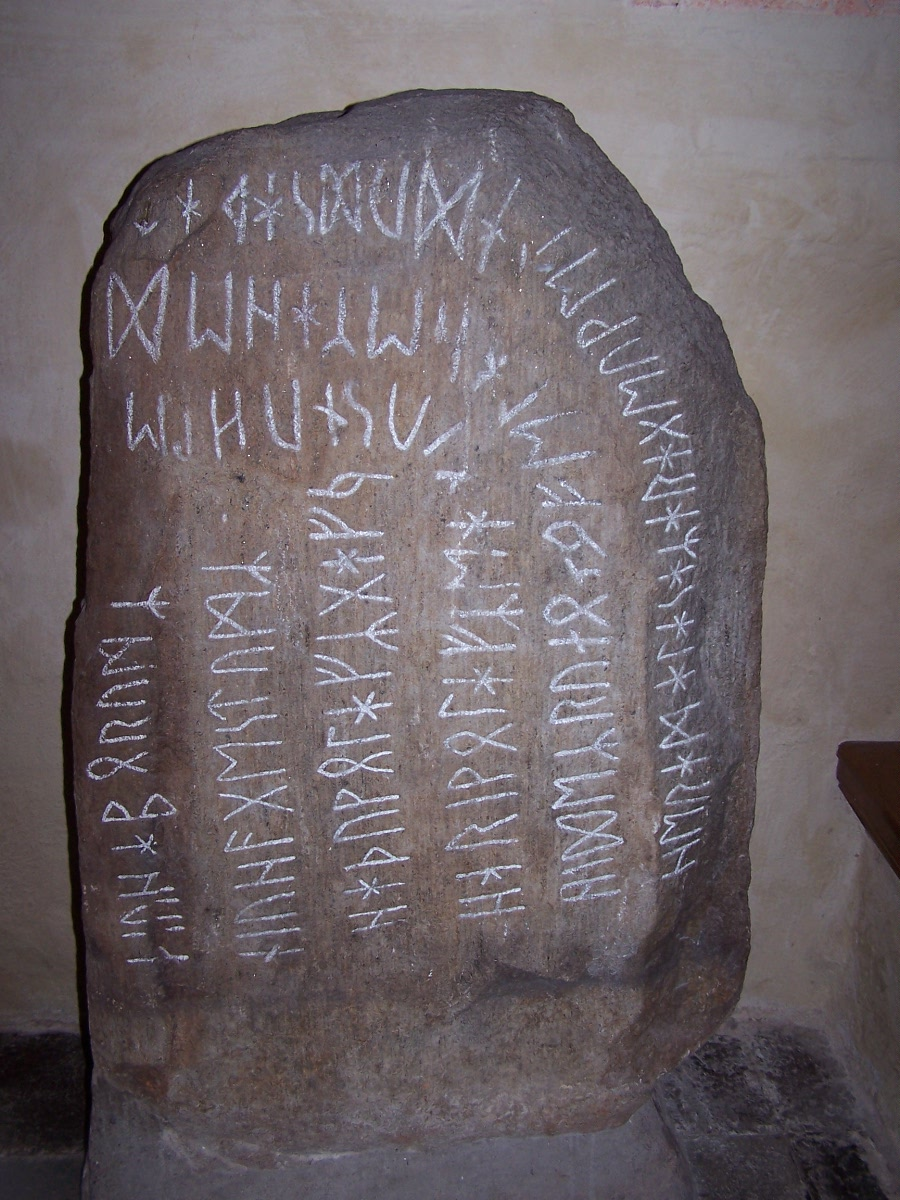
Stentoftenstenen, som använder j-runan som begreppsruna.

Begreppsrunor är runor som istället för bokstav agerar ideogram, det vill säga skrivtecken som står för ett ord eller ett begrepp istället för ett språkligt ljud eller stavelse, och representerar då sitt namn istället för sina ljudvärden. Se Runor § Runornas namn för de olika runnamnen.

## Vendeltid

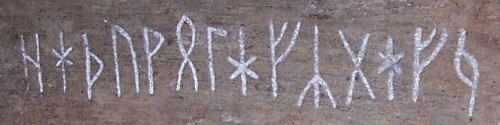
Del av den äldre runristningen Stentoftenstenen som antas använda en äldre j-runa ᛃ (jāra, ”äring”) som en begreppsruna.

Ett äldre exempel på begreppsruna finns hos Stentoftenstenen i Blekinge där man kan läsa "Hådulf gav ᛃ". ᛃ-runan [J] antas här stå för jara, ”äring, årsväxt, årsskörd” (samma rot som 'år' på svenska och year på engelska), varför skriften ungefär torde betyda ”Hådulf gav god tillväxt”.
ᚺᚼᚦᚢᚹᛟᛚᚼᚠᛦ ᚷᚼᚠ ᛃ
Haþuwolafʀ gaf j[āra]
Hådulf gav [äring]

## Vikingatid

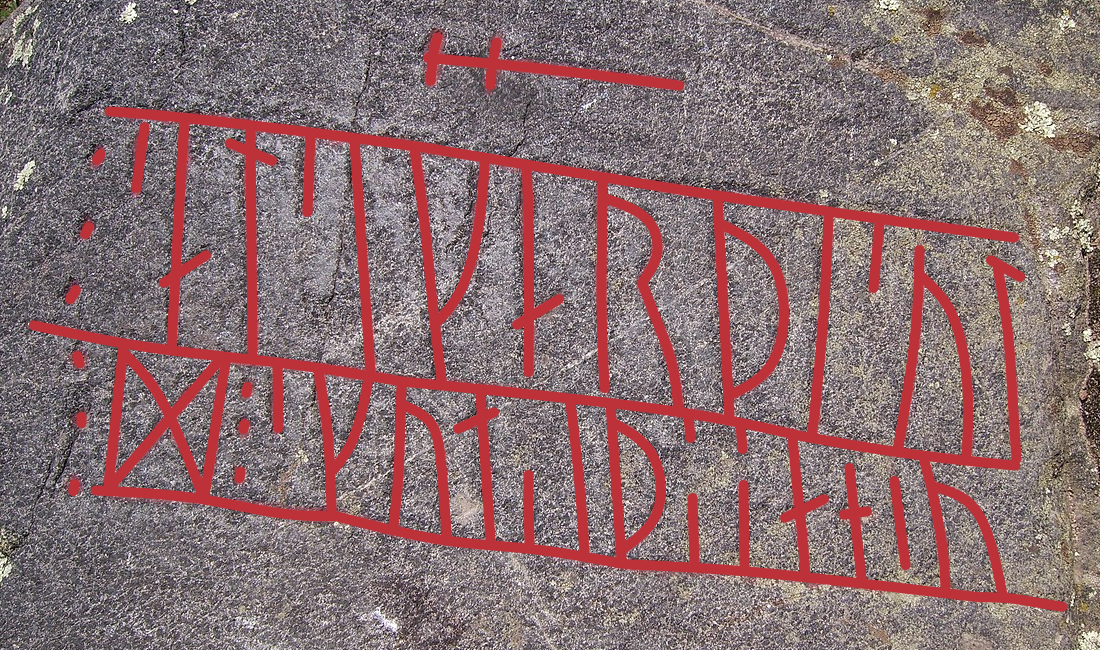
Den yngre runskriften Ög43 med den äldre runan ᛞ infogad som begreppsruna.

På Östergötlands runinskrifter 43 uppvisas ett ganska unikt bruk av begreppsruna, nämligen en äldre runa, d-runan ᛞ [dagʀ], infogad som begreppsruna i en yngre runrad, där som ristarens namn ”Dager”. Ristningen är troligen gjord någon gång under 800- eller 900-talet och uppvisar därför att de äldre runorna levde kvar i folkminnet, trots att de hörde en då förlegad runrad.
⋮ ᛌᛅᛚᛌᛁ ᚴᛅᚱᚦᛁ ᛌᚢᛚ → ⋮ ᛞ ⋮ ᛌᚴᚢᛐᛧ ᛁ ᚦ¦¦ᛅᚼᛁᚢ
Salsi karþi sul → [Dagʀ] skutʀ i þ--a hiu
Solse gjorde sol → [Dager] bergsknallen i d[ett]a högg (Dager högg detta i bergsknallen)
Under senare vikingatid och tidig medeltid förekommer begreppsrunor även i "latinsk skrift", alltså skrift med latinska bokstäver. Sådana exempel är bland annat den isländska dikten Hávamál i Codex Regius och den svenska hednalagen, där runan ᛘ [mader], som betyder ”man” (fornvästnordiska: maðr, fornsvenska: maþer), användes som synonym till man för att spara utrymme. I hednalagen står inledningsvis:
Givr ᛘ oquæþins orð manni · þu ær æi mans maki oc eig ᛘ i brysti · Ek ær ᛘ sum þv
Giver [man] okvädningsord till annan · ”Du är ej mans make (like) och ej [man] i bröstet” · ”Jag är [man] som du”
Notera att runan undviks där ordet 'man' används i böjd form.

## Medeltid

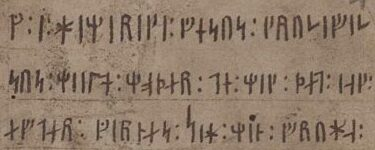
Segment ur Mariaklagan med g-runan ᚵ (första runan) som begreppsruna för gud.

I Mariaklagan från 1400-talet förekommer en unik begreppsruna i form av g-runan ᚵ [stungen kön] som ideogram för ”gud”. Om detta är en traditionell begreppsruna och g-runan stundom kallades för gud under medeltiden är oklart. Bureus nedtecknade annars namnen ”göir, geir, gir” för g-runan (möjligen gere = spjut) men variation var vanligt.
ᚵ ᛬ ᛁ ᛬ ᚼᛁᛘᛁᚱᛁᚴᛁ ᛬ ᚵᚽᛋᚢᛋ ᛬ ᚴᚱᚢᛎᛁᚠᛁᛎᛋᚢᛋ ᛬ ᛘᛁᛁᛚᛑ ᛬ ᛘᚮᚦᛅᚱ᛬ᛐᚽ ᛬ ᛘᛁᚴ ᛬ ᚦᛅᛐ ᛬ ᛁᛆᚴ ᛬ ᛅᚠᛐᛅᚱ ᛬ ᚵᛁᚱᚿᛅᛋ ᛬
[Guþ] i himiriki Gesus krucificsus miild moþär te mig þät iak äftär girnäs.
[Gud] i himmelriket Jesus krucifixus mild moder te mig det jag efter girnas.

## Skrifter med begreppsrunor
Se kategorin: Skrifter med begreppsrunor.